# クリークスシュトラーセンバーンワーゲン
クリークスシュトラーセンバーンワーゲン（ドイツ語: Kriegsstraßenbahnwagen）は、ドイツで開発された2軸路面電車車両の名称。第二次世界大戦期に開発・製造された経緯を持ち、名称は日本語で「戦時型路面電車」という意味である。以下、特筆のない限りこの項目では略称の「KSW」を用いる。

## 概要
第二次世界大戦下の1942年、戦況の悪化を理由にドイツの国民啓蒙・宣伝省は兵器生産へ重点を置くため、路面電車車両の生産中止を要求した。だが、各都市の路面電車の輸送量は大幅に増大しており、更に戦闘による施設の破壊が相次いだ事で、車両不足が深刻な課題となっていた。この状況を改善するため、当時のナチス・ドイツ政権は翌1943年に標準型路面電車車両の製造を指示し、これを受けてハイデルベルクのフックス車両工場（Waggonfabrik Fuchs）が開発した車両がKSWである。
戦時下の資材不足という状況に加え、迅速な開発・製造を要求された事から従来の路面電車車両から非鉄金属を始めとする材料が大幅に節約され、照明もカバーで覆われていない状態で設置された他、定員数を確保するため座席数が大幅に減らされた。電動車に加えて付随車の製造も行われ、後者はユルディンゲン車両工場（Waggonfabrik Uerdingen）が生産を手掛け、電気機器はシーメンスやブラウン・ボベリ（BBC）製のものが用いられた。
1943年に試作車両がベルリン（ベルリン市電）で試運転を実施した後、各都市への導入が開始された。終戦後も戦災で多くの車両を喪失した西ドイツ側の路面電車路線への増備が継続され、1950年までに現在のオーストリア（ウィーン）やポーランド（グダニスク、カトヴィツェ、ポズナン）の各都市を含めて20以上の都市への導入が実施された。その後、戦争からの復興が進む中でKSWは各都市で積極的な近代化が実施され、カールスルーエなど一部の都市では1980年代初頭まで営業運転が行われた。2021年現在も多くの車両が保存されており、ヴォルタースドルフ軌道に現存する試作車のように動態保存が実施されている事例も存在する。

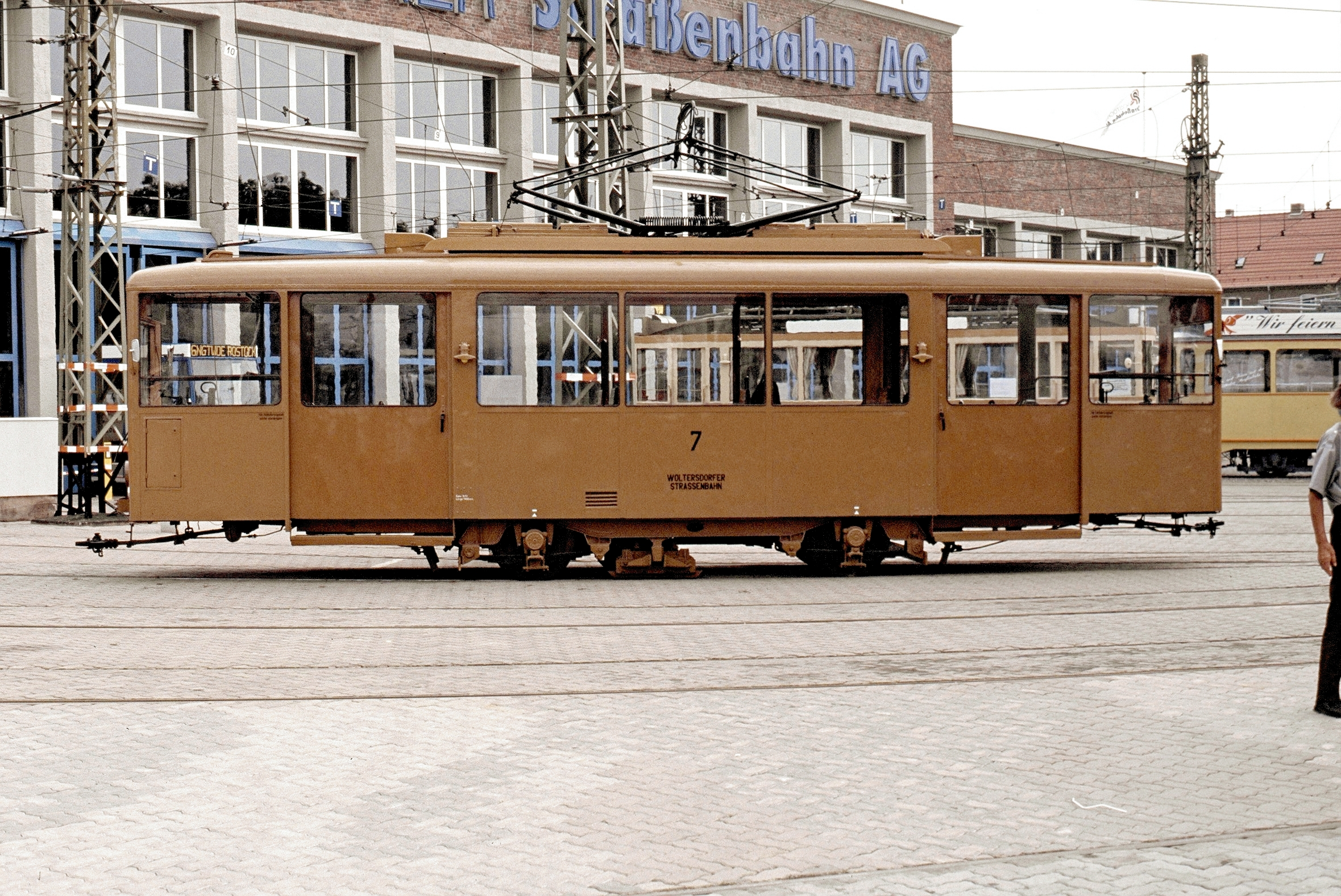
KSW（ロストック） 製造当初の塗装 （1992年撮影）
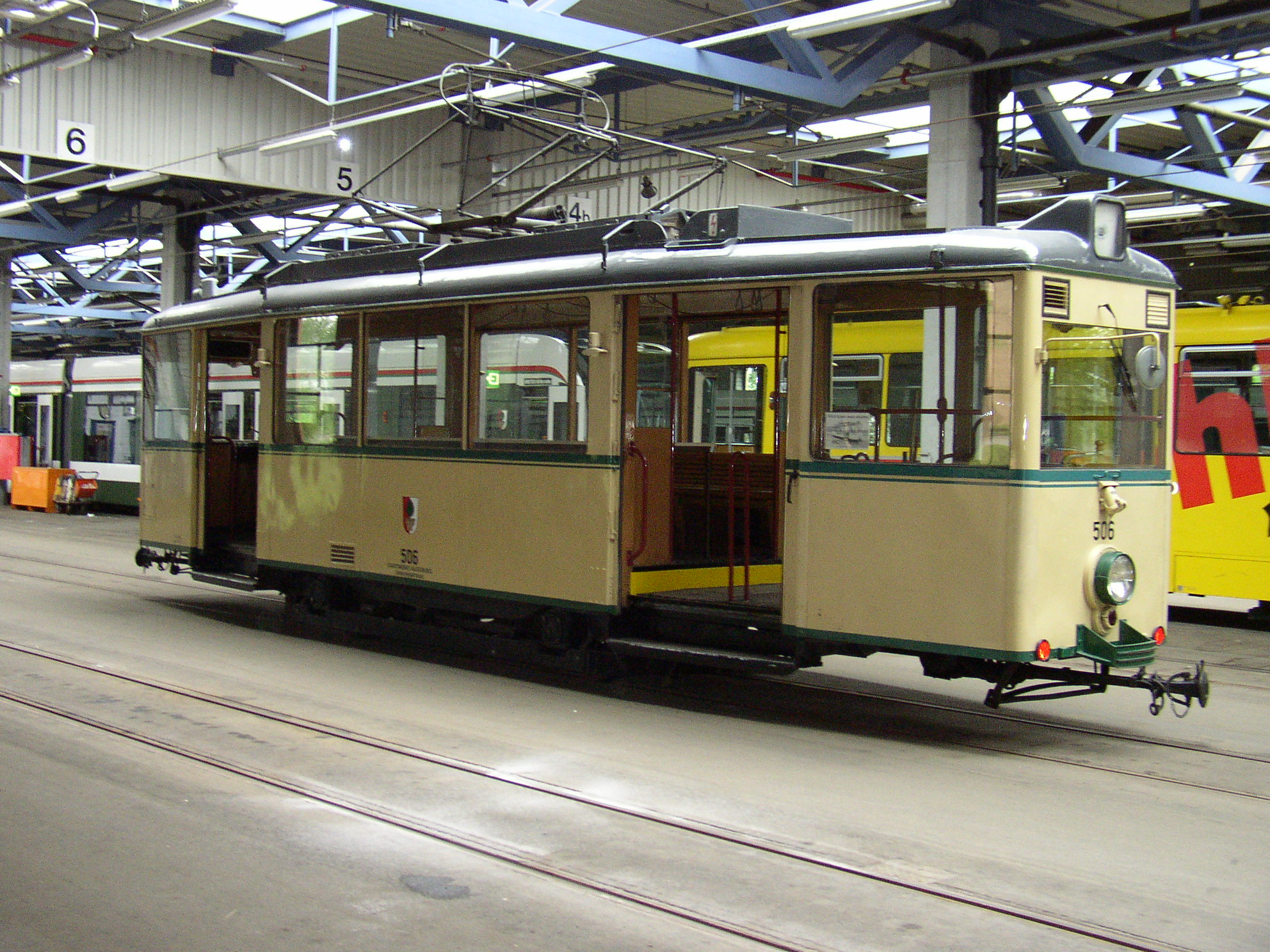
KSW（アウクスブルク） （2006年撮影）
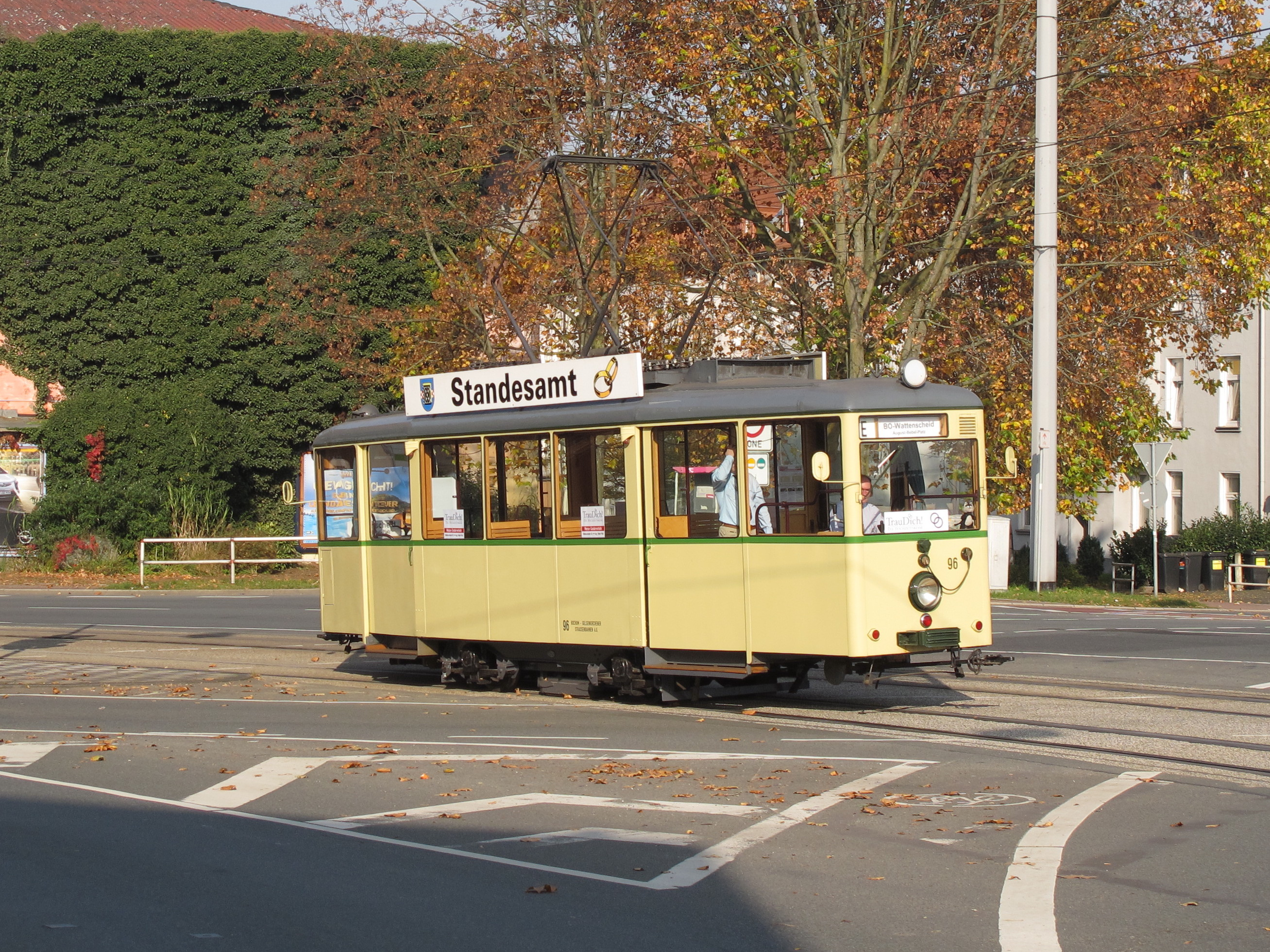
KSW（ボーフム） （2011年撮影）
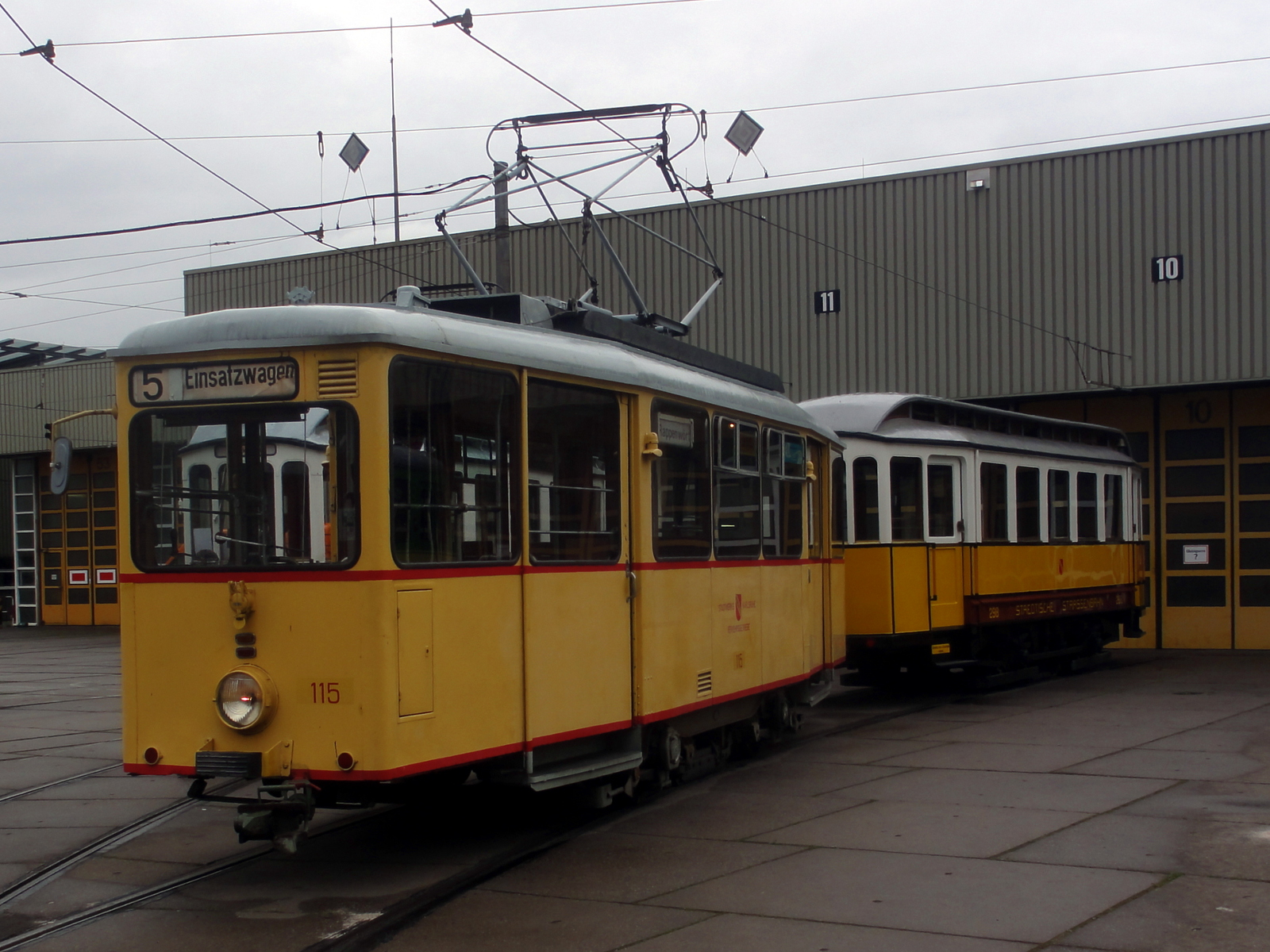
KSW（カールスルーエ）
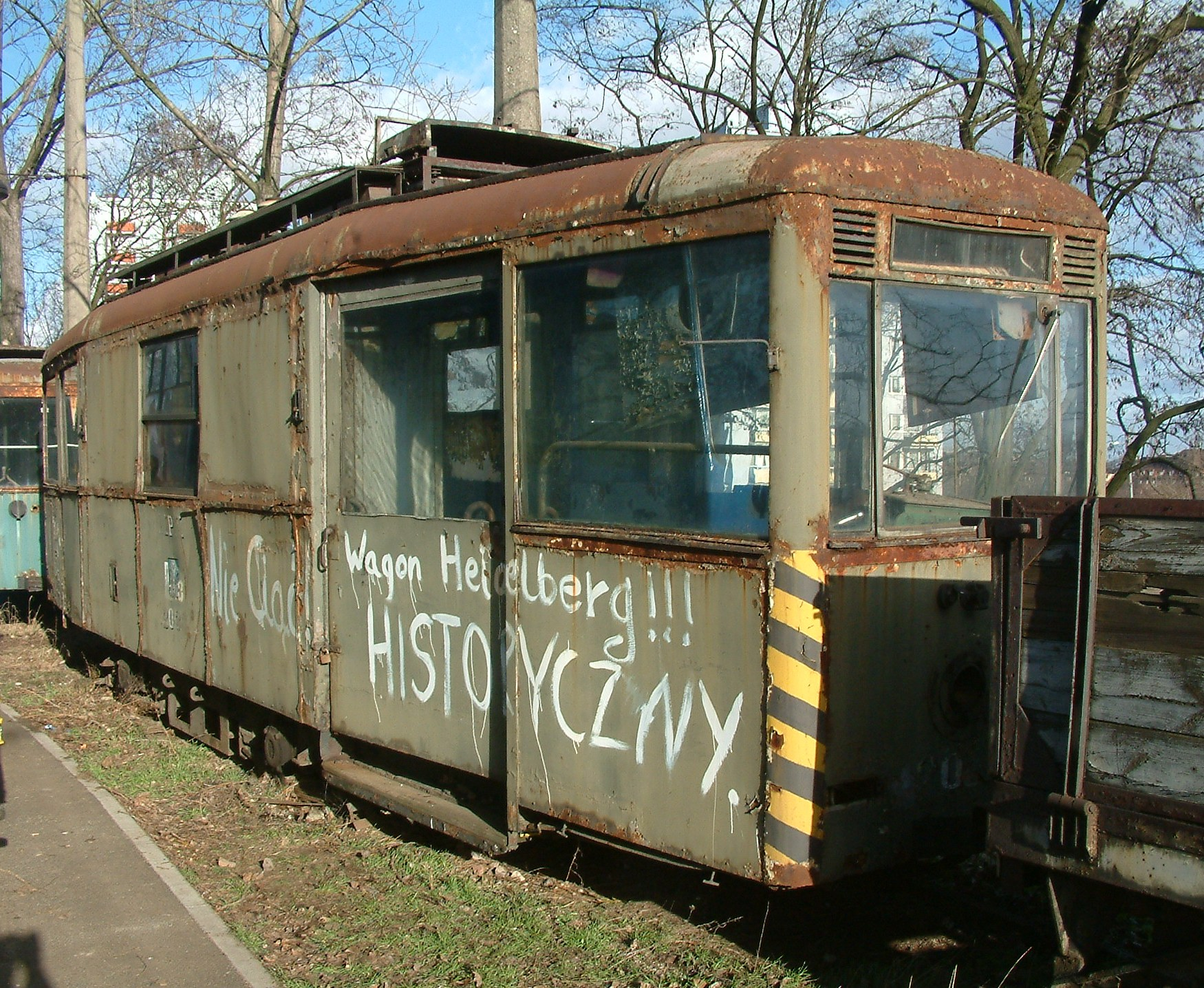
KSW（ポズナン） 復元待ちの状態で置かれている廃車体 （2007年撮影）
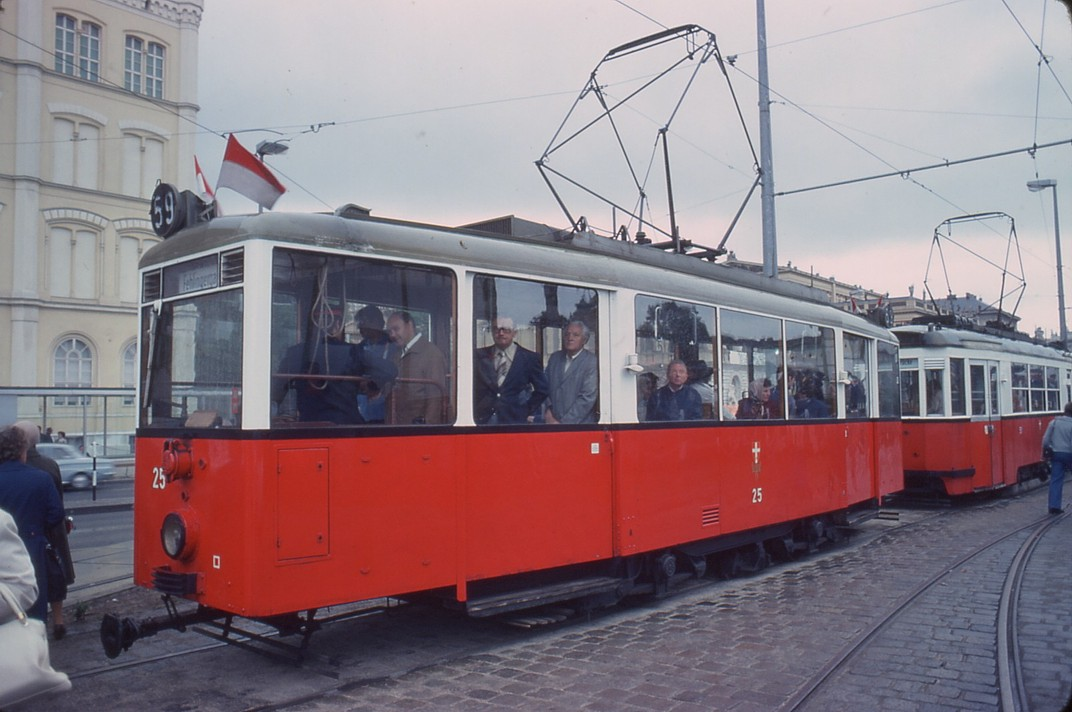
KSW（ウィーン） （1978年撮影）

## 発展車両
KSWは戦後の西ドイツ、東ドイツ双方における路面電車車両の設計における基礎となり、西ドイツではヴェルバンドワーゲン（Verbandswagen）、東ドイツではET50がKSWを基に設計された。一方、大戦期にKSWが導入されたポーランドでも戦後の標準型車両としてKSWを基にコンスタルNが開発され、特に初期の生産車両はKSWと同一構造を有していた。

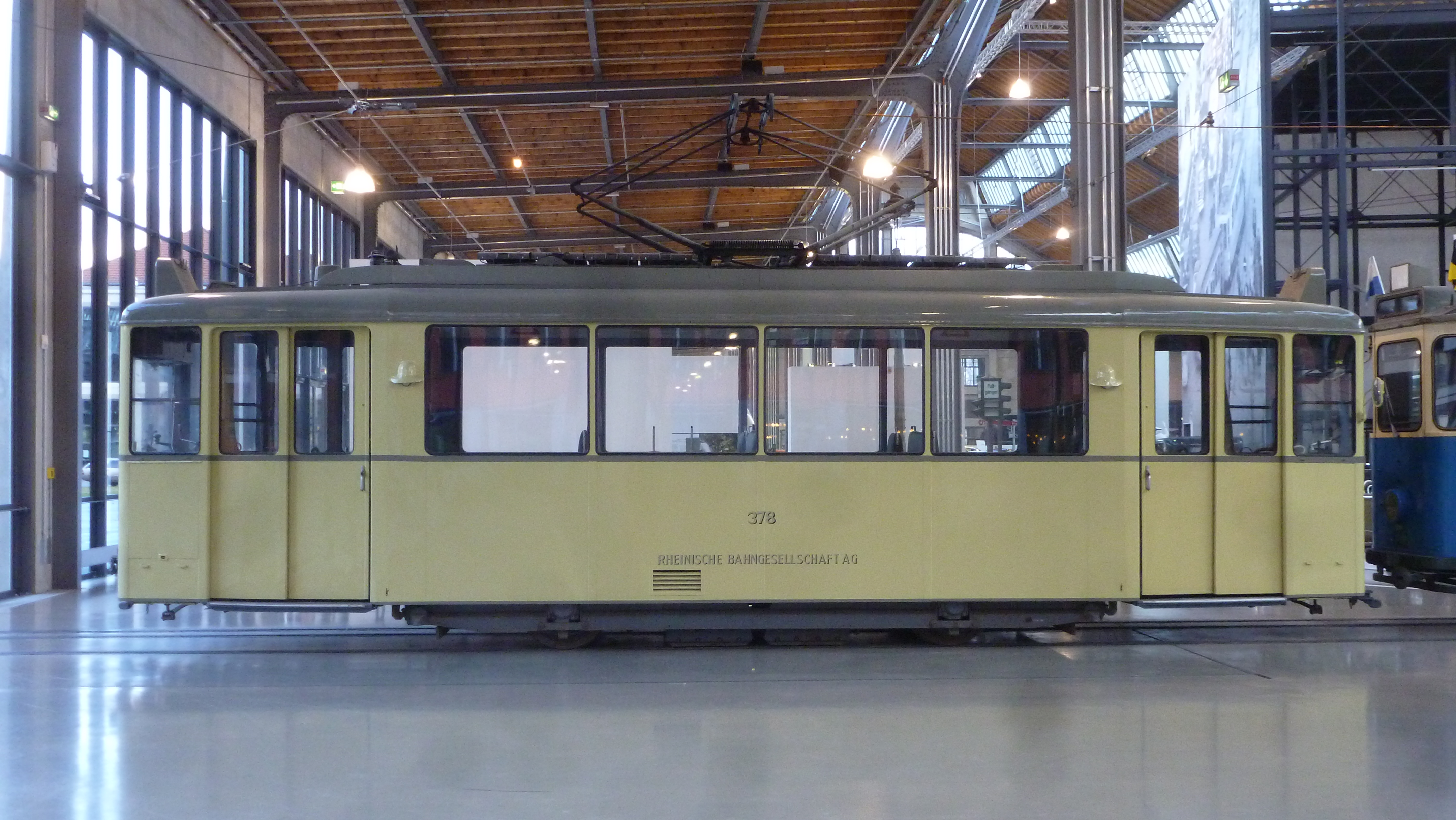
ヴェルバンドワーゲン（2012年撮影）
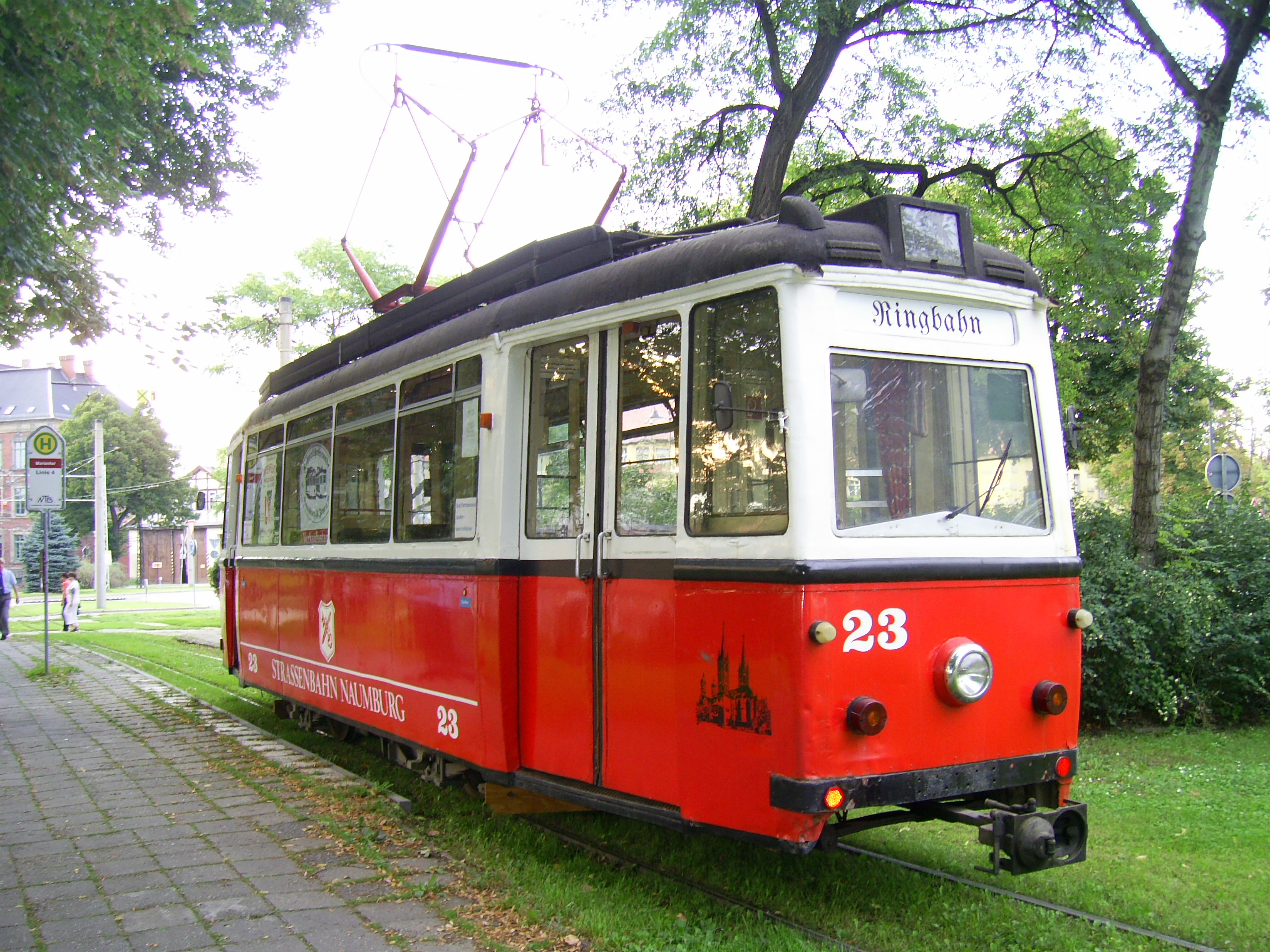
ET50（2007年撮影）
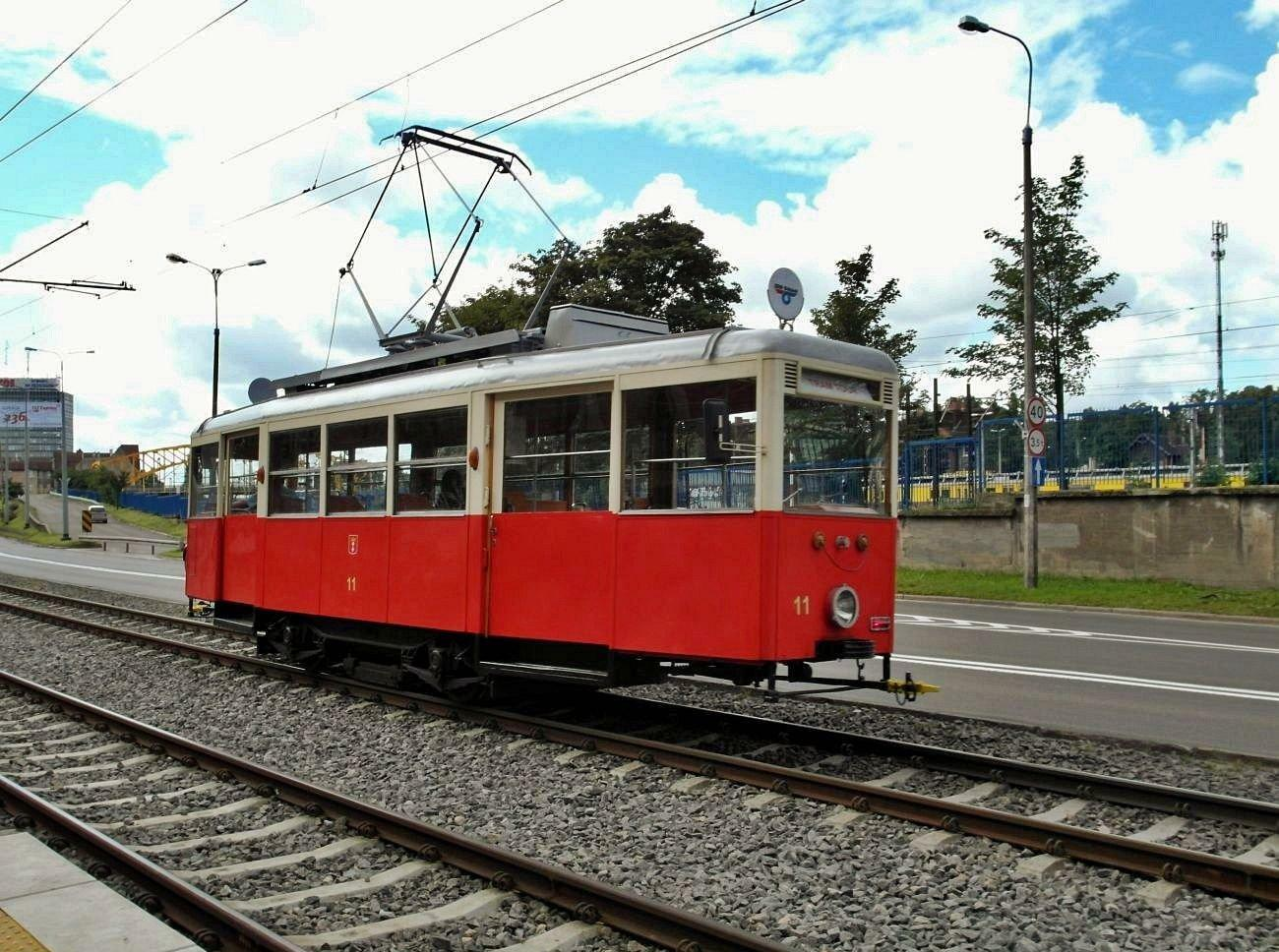
コンスタルN（2012年撮影）